# Kathleen Turner
Mary Kathleen Turner (Springfield, Misuri, 19 de junio de 1954), conocida como Kathleen Turner, es una actriz y directora estadounidense de teatro, cine y televisión. Considerada como una sex symbol de la década de 1980 y distinguida por su voz ronca, Turner ha sido premiada con dos Globos de Oro y una candidatura al premio Óscar.
Debutó con éxito en el cine con Fuego en el cuerpo de 1981, y en los años siguientes protagonizó las exitosas películas Un genio con dos cerebros (1983), Tras el corazón verde (1984), El honor de los Prizzi y La joya del Nilo (1985), Peggy Sue se casó (1986), El turista accidental (1988) y La guerra de los Rose (1989).
Su trabajo más reciente incluye títulos como Las vírgenes suicidas (1999), Baby Geniuses (1999) y una aparición especial en la series de televisión Friends y Californication (2001 y 2009). También ha prestado su voz en varias ocasiones, la primera de ellas y la más notable en la cinta ¿Quién engañó a Roger Rabbit?, de 1988, en el papel de Jessica Rabbit, así como en Monster House, de 2006, y en las series Los Simpson y King of the Hill. 
También es reseñable su trabajo en el teatro. Turner recibió dos candidaturas al premio Tony por su participación en las obras de Broadway La gata sobre el tejado de zinc y ¿Quién teme a Virginia Woolf? La actriz también se ha desempeñado como profesora de actuación en la Universidad de Nueva York.

## Biografía
Su padre era diplomático de carrera, por lo que viajó de un lado a otro del mundo incluyendo Canadá, Cuba, Venezuela y Reino Unido. A los 14 años, estudiando en la academia americana de Londres, empezaron sus primeros contactos con el teatro. En 1972, tras la muerte de su padre de un ataque al corazón, regresó con toda su familia a su ciudad natal, donde ingresó en la Universidad de Missouri State (antes Southwest Missouri State). Allí hizo un grado de teatro, pero nunca fue a una escuela de arte dramático.
Más tarde se trasladó a la Universidad de Maryland (Baltimore) donde recibió el grado de licenciada en Bellas Artes. Ese mismo año se instaló en Nueva York con la intención de convertirse en actriz. Tras trabajar los primeros meses como camarera, consiguió trabajo en una serie de televisión, que compaginó con un papel en la obra de teatro de Broadway, Géminis.
Su estreno en el cine fue junto a William Hurt en 1981 con la película Body Heat (Fuego en el cuerpo), dirigida por Lawrence Kasdan. Tras esta película recibió varias ofertas de trabajo, pero las rechazó todas porque temía encasillarse como actriz de cine erótico, volviendo a Nueva York donde trabajó de nuevo como camarera en un pub.
Dos años más tarde volvió a la pantalla grande con El hombre con dos cerebros de Carl Reiner, en la que compartió protagonismo con Steve Martin. A partir de esta película la carrera de Kathleen Turner hacía el estrellato fue continua, así en 1984 trabajó junto a Anthony Perkins en la atrevida película La pasión de China Blue y en la película de aventuras Romancing the Stone (Tras el corazón verde) junto a Michael Douglas y con dirección de Robert Zemeckis.
En 1985 volvió a trabajar con Michael Douglas en la secuela La joya del Nilo, que dirigió Lewis Teague. Ese mismo año junto a Jack Nicholson protagonizó El honor de los Prizzi, uno de los mayores éxitos de John Huston. En 1986 protagonizó Peggy Sue Got Married de Francis Ford Coppola por la que fue nominada al año siguiente al Óscar como mejor actriz principal.
En 1986 contrajo matrimonio con el roquero y magnate Jay Weiss y al año siguiente nacería su única hija Rachel. Este mismo año de 1987 trabajó junto a Sting y Gabriel Byrne en la película de Peter del Monte, Julia y Julia. Al año siguiente protagonizó El turista accidental junto a William Hurt.
En 1990 obtuvo un gran éxito en una nueva versión de la obra de teatro La gata sobre el tejado de zinc, y en 1992 fue la encargada junto a Karl Malden de anunciar los candidatos a los Óscar de ese mismo año.
Ya en esos años experimentó problemas de salud (artritis reumatoidea), que sumados al consumo de la medicación necesaria le provocaron un notorio aumento de peso rayando la obesidad. El deterioro de su imagen juvenil y esbelta puede explicar el descenso de su actividad en el cine, si bien participó en la famosa serie televisiva Friends, interpretando un papel masculino (el padre de Chandler Bing) y recientemente en Californication, donde interpreta a una agente de representación.
En 2014 vuelve a la pantalla grande, esta vez con la comedia protagonizada por Jim Carrey y Jeff Daniels, Dumb and Dumber To, en el papel de "Fraida Felcher".
En 2019 reaparece en un  capítulo de la serie de comedia El Método Kominsky en el papel de una de las exesposas de "Sandy Kominsky" representado por Michael Douglas.

## Filmografía
| Año  | Título                             |
| ---- | ---------------------------------- |
| 1981 | Fuego en el cuerpo                 |
| 1983 | The Man with Two Brains            |
| 1984 | La pasión de China Blue            |
| 1984 | Romancing the Stone                |
| 1985 | El honor de los Prizzi             |
| 1985 | La joya del Nilo                   |
| 1986 | Peggy Sue Got Married              |
| 1987 | Giulia e Giulia                    |
| 1988 | ¿Quién engañó a Roger Rabbit?      |
| 1988 | El turista accidental              |
| 1988 | Interferencias                     |
| 1989 | La guerra de los Rose              |
| 1991 | V.I. Warshawski                    |
| 1993 | Cuidado con la familia Blue        |
| 1993 | Desnudo en Nueva York              |
| 1993 | El secreto de Sally                |
| 1994 | Serial Mom                         |
| 1995 | Mujeres bajo la Luna               |
| 1997 | Un simple deseo                    |
| 1997 | The Real Blonde                    |
| 1998 | Un caso para un novato             |
| 1999 | El príncipe de Central Park        |
| 1999 | Las vírgenes suicidas              |
| 1999 | Baby Geniuses                      |
| 2001 | Friends (serie de TV)              |
| 2005 | Monster House                      |
| 2008 | Marley & Me                        |
| 2010 | Californication (serie de TV)      |
| 2011 | The Perfect Family                 |
| 2014 | Dumb and Dumber To                 |
| 2019 | Mom (serie de TV)                  |
| 2021 | El método Kominsky (serie de TV)   |
| 2022 | Una herencia de muerte             |
| 2023 | White House Plumbers (serie de TV) |

## Teatro
- Mother Courage (2014)
- High (2011)
- Who's Afraid of Virginia Woolf? (2005)
- The Graduate (2002)
- Indiscretions (1995)
- Cat on a Hot Tin Roof (1990)

## Premios y distinciones
Premios Óscar
| Año  | Categoría    | Película              | Resultado |
| ---- | ------------ | --------------------- | --------- |
| 1987 | Mejor Actriz | Peggy Sue Got Married | Nominada  |